# She's All That
She's All That är en amerikansk romantisk komedi från 1999 i regi av Robert Iscove med Freddie Prinze Jr. och Rachael Leigh Cook i huvudrollerna. Filmen hade Sverigepremiär den 11 juni 1999.

## Handling
Zach Siler slår vad om att han kan göra Laney Boggs till skolbalens drottning! Vilket inte blir så lätt med Laneys töntiga kläder, stora glasögon och hennes konstintresse, men med nya kläder, ny frisyr och linser blir Laney väldigt vacker och mer än ett vad för Zach ...

## Om filmen
Filmen parodierades i Not Another Teen Movie, där huvudpersonerna heter Jake och Janey.
I en intervju i maj 2013 uppgav M. Night Shyamalan att han spökskrev manuset till She's All That.

## Rollista (urval)
- Freddie Prinze Jr. - Zachary "Zach" Siler
- Rachael Leigh Cook - Laney Boggs
- Paul Walker - Dean Sampson, Jr.
- Matthew Lillard - Brock Hudson
- Jodi Lyn O'Keefe – Taylor Vaughan
- Kevin Pollak - Wayne Boggs
- Usher - DJ på campus
- Lil' Kim - Alex Chason Sawyer
- Anna Paquin - Mackenzie "Mac" Siler
- Kieran Culkin - Simon Boggs
- Elden Henson - Jesse Jackson
- Gabrielle Union - Katie
- Chris Owen - Derek Funkhouser Rutley
- Milo Ventimiglia - fotbollsspelare

## Nyinspelning
I september 2020 tillkännagavs en nyinspelning av filmen som fick namnet He's All That, med Mark Waters som regissör och Addison Rae i huvudrollen som influeraren Padgett Sawyer. Tanner Buchanan är också rollbesatt, tillsammans med Madison Pettis och Peyton Meyer. Buchanan spelar rollen som den antisociale fotografen Cameron Kweller, medan Pettis spelar rollen som Padgetts så kallade "vän" och senare ärkerival Alden Pierce och Meyer Padgetts hiphopartist till ex-pojkvän Jordan Van Draanen. Alla fyra karaktärer ska påminna om karaktärerna Zach Siler, Laney Boggs, Dean Sampson, Jr. och Taylor Vaughan i She's All That.
I december 2020 rollbesattes Rachael Leigh Cook för att framställa Raes karaktärs mamma, Anna Sawyer. Det har bekräftats att Cooks karaktär inte är relaterad till hennes ursprungliga karaktär Laney Boggs. Även Matthew Lillard som spelade rollen som Brock Hudson i She's All That har en också en roll i den nya filmen där han spelar rollen som skolan Cali Highs rektor, rektor Bosch. He's All That släpptes på Netflix den 27 augusti 2021.